# Pavlovsk (Voroněžská oblast)
Pavlovsk (rusky Павловск) je město ve Voroněžské oblasti v Ruské federaci. Při sčítání lidu v roce 2010 měl přes pětadvacet tisíc obyvatel.

## Poloha a doprava
Pavlovsk leží na levém, východním břehu Donu v úmoří Azovského moře. Do Donu se u něj vlévá řeka Osered. Od Voroněže, správního střediska oblasti, je vzdálen přibližně 150 kilometrů jihovýchodně.
Končí zde železniční trať z Buturlinovky.

## Dějiny
Již od poloviny 17. století bylo u ústí Oseredu vojenské stanoviště ostrogožského pluku. Z příkazu Petra I. sem byla v roce 1709 přesunuta z Voroněže loděnice a započato s výstavbou pevnosti – tento rok se považuje za rok založení města. Obci se zprvu říkalo podle říčky, tedy také Osered nebo Osereckaja.
V roce 1711 sem byl přesunuta posádka z Pavlovské pevnosti u Taganrogu a na základě toho se obci začalo postupně říkat Pavlovsk.
Za druhé světové války byl Don tekoucí západně od města frontovou linií a to od července 1942 do ledna 1943, kdy jednotky Voroněžského frontu Rudé armády zatlačily německou armádu pryč v rámci Ostrogožsko-rossošské operace.